# Antoine Bruhier
Antoine Bruhier   (segle XV - dècada del 1520 (>1521)) fou un músic i compositor renaixentista francès, actiu a principis del segle xvi. És autor de moltes cançons seculars i obres religioses, incloent-hi un motet compost durant l'entrevista de Bolonya entre el rei de França François I i el papa Lleó X, Vivite felices.
Les seves obres es troben al Còdex Medici de 1518, juntament amb Costanzo Festa, Andreas de Silva, Jean l'Héritier, Johannes de la Fage, Jean Richafort, Adrian Willaert, Pierrequin de Thérache, Pierre Moulu, Jean Mouton i altres.

## Enregistraments
- Ensemble vocal Piffaro, Music from the Odhecaton, Dorian, 2002